# Kungliga ungerska lantvärnet
För fotbollsklubben, se Budapest Honvéd FC.

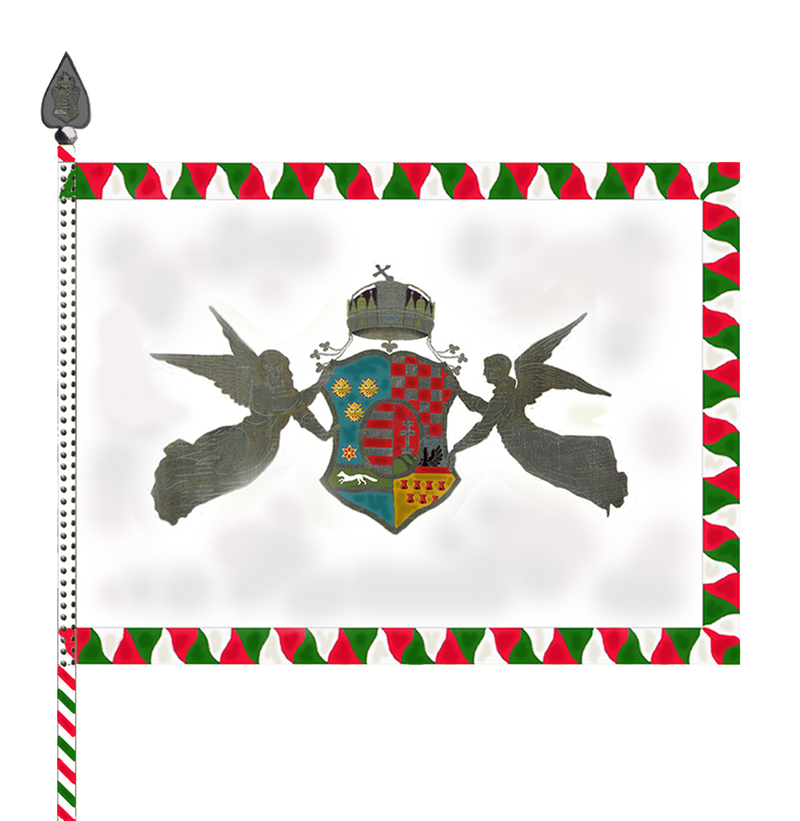
Fana för det ungerska lantvärnet (lika för alla förband).

Kungliga ungerska lantvärnet (ungerska: Magyar Királyi Honvédség), även kallat Honvéd, var namnet på lantvärnet i den ungerska hälften av Österrike-Ungern. 

## Historia
Benämningen upptogs 1848 av den armé, som Ungern då uppställde, när det ville göra sig fritt från Österrike. Sommaren 1849 uppgick honvédarmén till 179 bataljoner, 158 skvadroner och 488 kanoner med tillsammans 162 000 man. Benämningen återupptogs vid österrikisk-ungerska arméns ombildning 1867. Honvédarmén utgjordes då endast av infanteri, men omfattade sedermera alla vapenslag och förvaltades av sitt eget krigsministerium, vanligen kallat honvédministeriet. Honvédtrupperna hade ungerska eller kroatisk-slavonska fanor och begagnade inhemskt tjänste- eller kommandospråk, under det detta vid linjearmén var tyska. Lantvärnet upplöstes i enlighet med Trianonfördraget den 4 juni 1920.

## Organisation

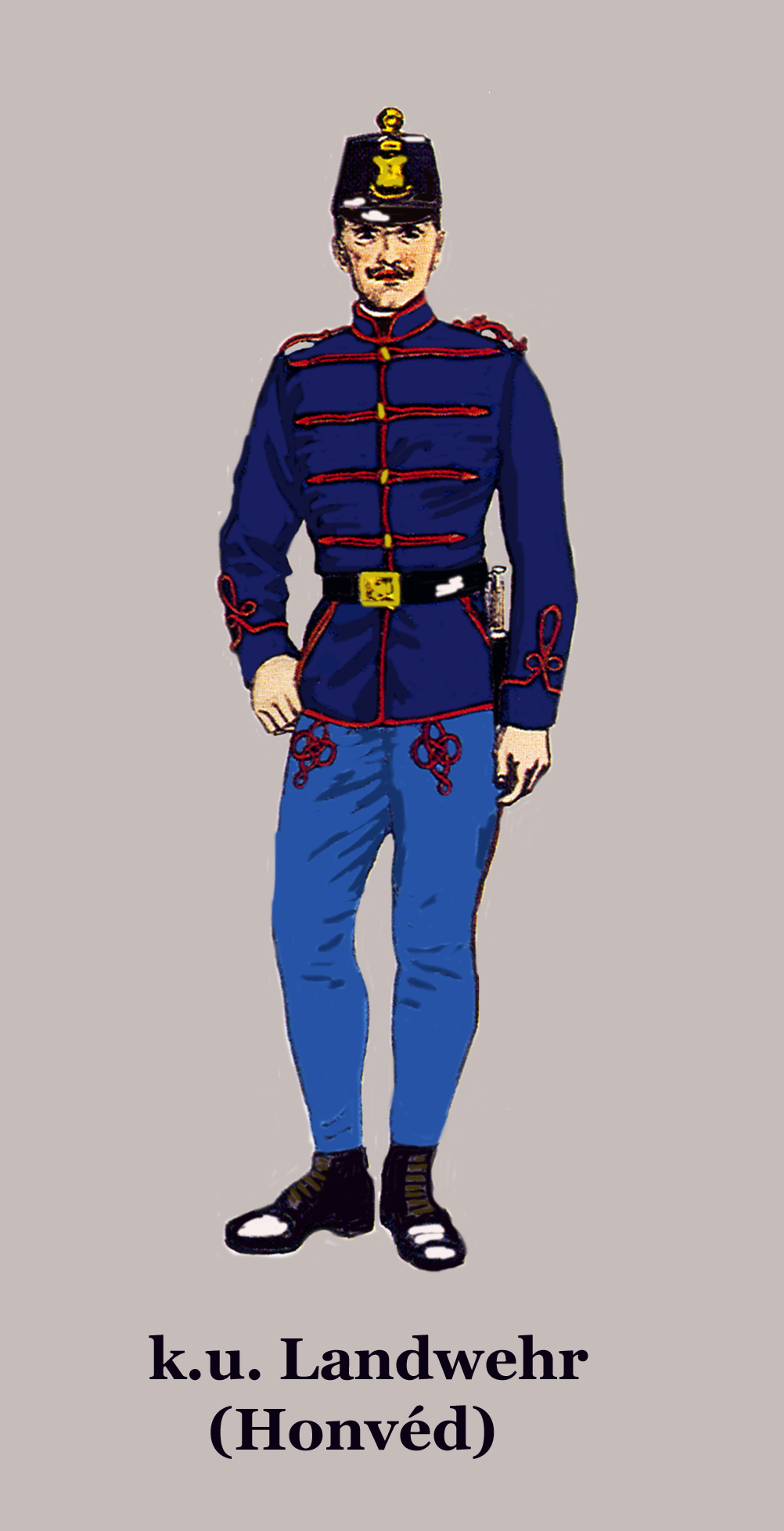
Hónved i paraduniform 1901.

Den ungerska riksdelens armé  bestod av två delarméer. Dels det kungliga ungerska lantvärnet, Magyar Királyi Honvédség (vanligen endast kallad Honvéd), som lydde under försvarsministeriet i Budapest. Dels det kungliga kroatisk-slavonska lantvärnet, Kraljevsko Hrvatsko Domobranstvo, som lydde under banen i Zagreb. Tyska var kommandospråk, medan tjänstespråket var ungerska för honvéd och kroatiska för domobranstvo.

## Styrka 1914

### Högre förband
- 6 Honvéddistrikt
- 2 Honvédinfanteridivisioner
- 2 Honvédkavalleridivisioner
- 12 avdelta Honvédinfanteribrigader

### Regementen och självständiga bataljoner
- 32 Honvédinfanteriregementen
- 10 Honvédhusarregementen
- 8 Honvédfältkanonregementen – 1 Ridande Honvédartilleribataljon

## Militära grader

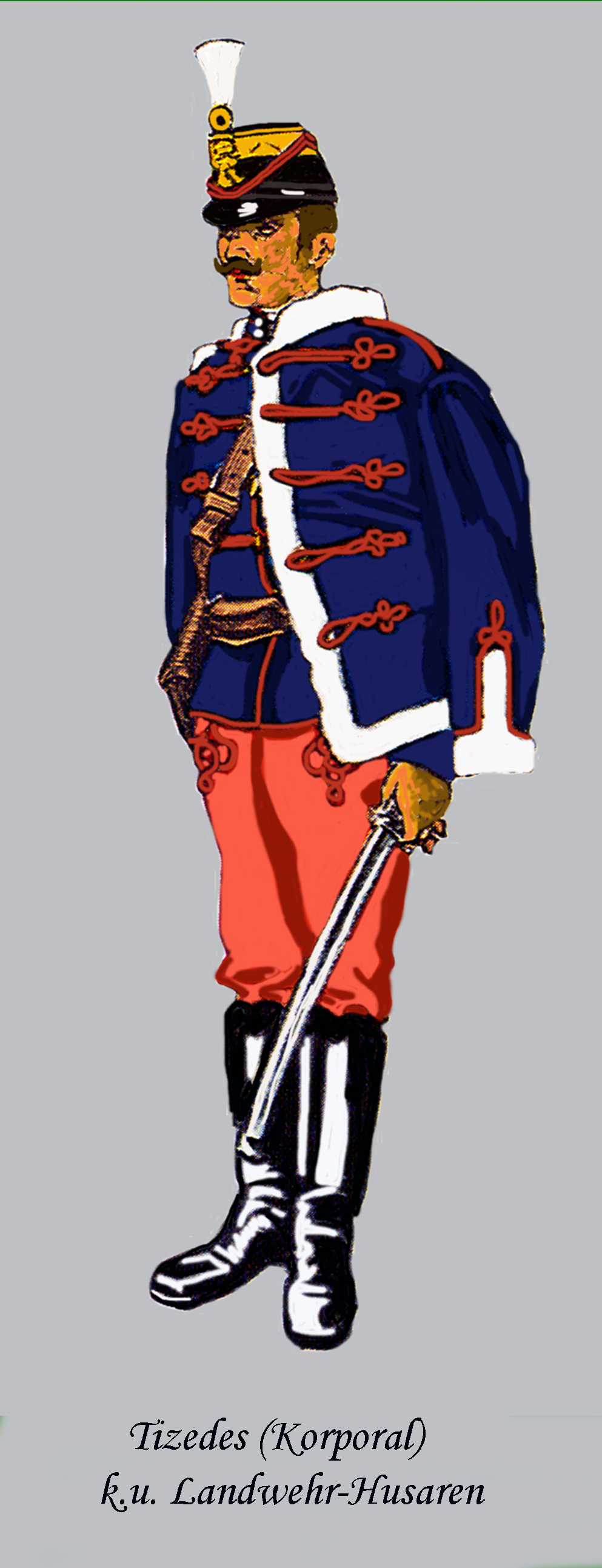
Honvedhusar 1901.

- Huvudartikel: Militära grader i Österrike-Ungern

Underofficerare och manskap
- Honvéd
- Örvezetö
- Tizedes
- Szakaszvezetö
- Örmester
- Törzsörmester
- Tiszthelyettes

Officerare och kadetter
- Hadaprod
- Zázlós
- Hadnagy
- Főhadnagy
- Százados
- Örnagy
- Alezredes
- Ezredes
- Vezérörnagy
- Altábornagy